# Cameră web

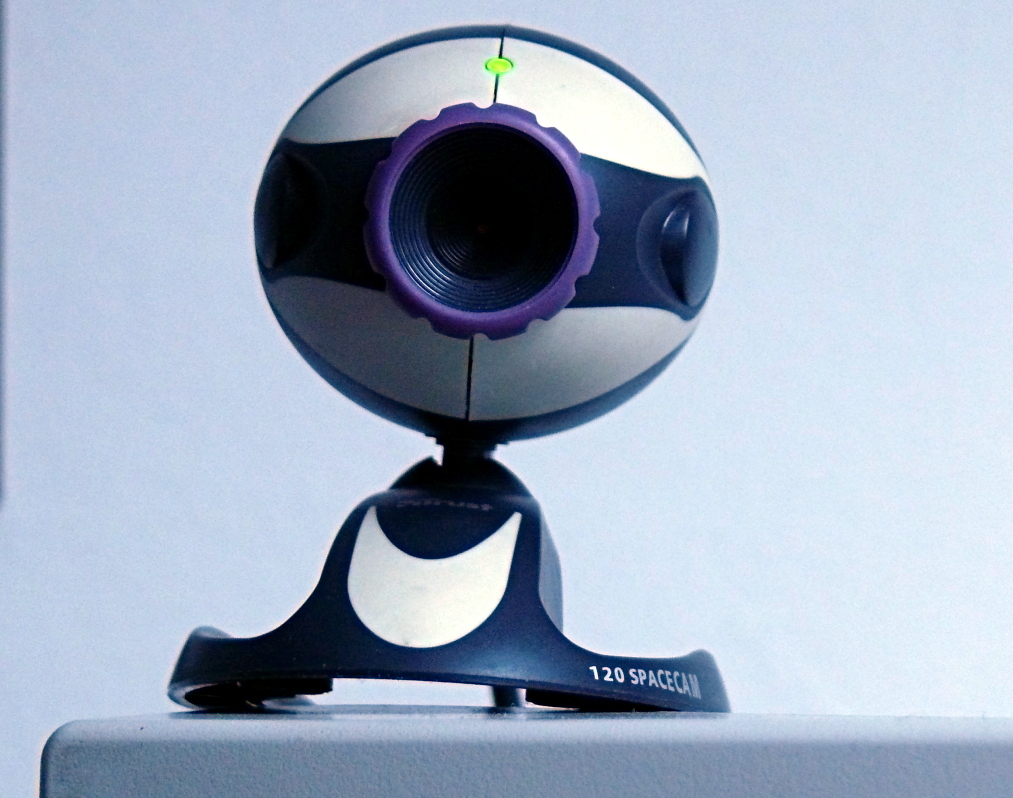
Cameră web tipică cu suport

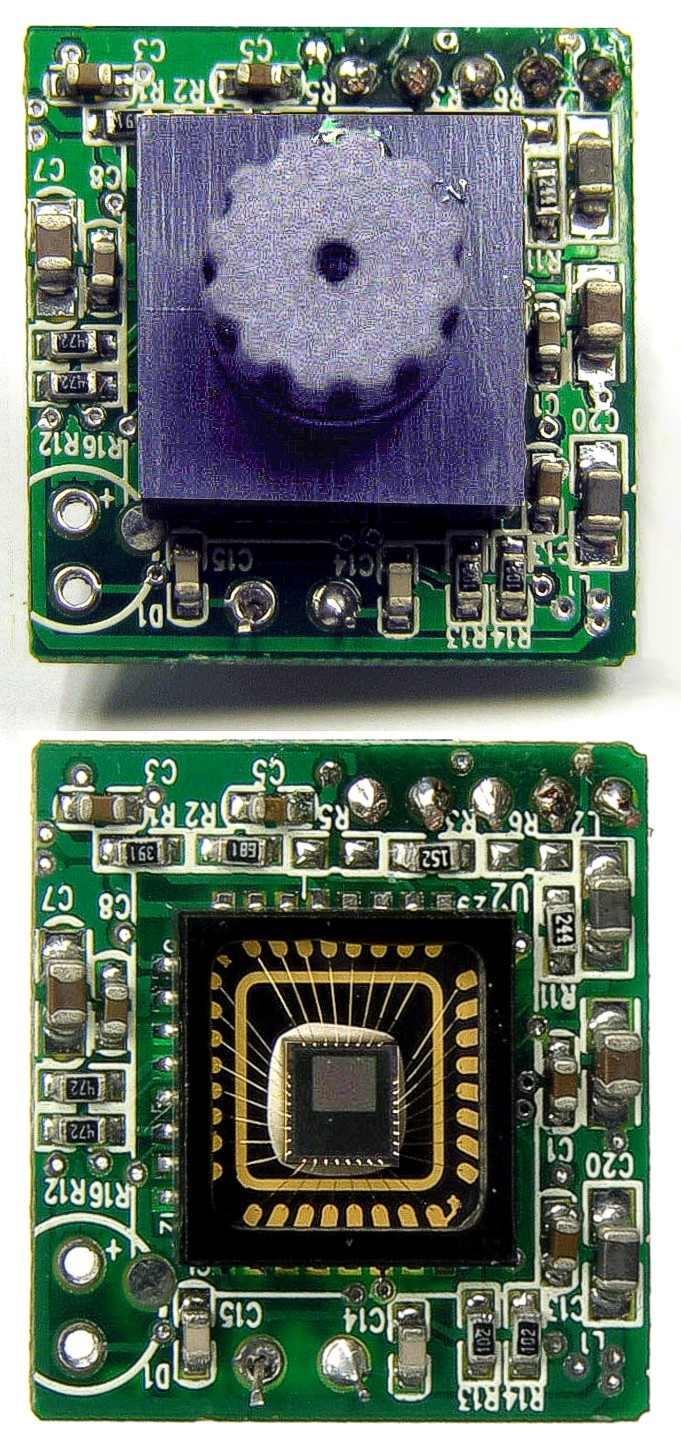
Componentele oricărei camere web sunt: sensor de imagine, lentile și circuite de susținere

Camera web este o cameră video ce captează, digitizează și transmite imaginile în timp real către un calculator sau o rețea de calculatoare. Se conectează la calculator prin USB sau (mai rar) FireWire; se alimentează din aceeași interfață, fără a necesita un alimentator separat. De regulă are o rezoluție scăzută (640x480 pixeli), din cauza ratei reduse de transmisie a datelor prin USB 1.1 sau 2.0, existând însă și variante cu înaltă rezoluție care folosesc USB 3.0. hello

## Construcție
Prinderea de monitor se face, în cele mai multe cazuri, cu ajutorul unei cleme.
Cele mai multe modele au o optică simplă, fără focalizare (focalizare fixă, reglată din fabrică pentru distanța uzuală de la monitor pe care se fixează și până la utilizator) sau cu focalizare manuală. Anumite camere web integrează și un microfon, transmisia sunetului către calculator făcându-se fie digital, prin intermediul cablului USB, fie analogic, prin cablu audio până la placa de sunet a calculatorului. Unele modele dispun de o serie de leduri albe care asigură iluminarea feței în situații de lumină slabă.
Astăzi, majoritatea camerelor web sunt fie încorporate în laptop, fie conectate la portul USB sau FireWire de pe computer.
Spre deosebire de camera digitală și camera video digitală, camera web nu are spațiu de stocare încorporat. În schimb, este întotdeauna conectată la un computer și folosește hard diskul computerului ca stocare.

## Scurt istoric
Prima cameră web mediatizată a fost XCoffee, cunoscută și sub numele de Trojan Room coffee pot (articol în limba engleză). Camera a început să funcționeze în 1991 cu ajutorul lui Quentin Stafford-Fraser și Paul Jardetzky. Aceasta a fost apoi conectată la Internet în noiembrie 1993 cu ajutorul lui Daniel Gordon și Martyn Johnson.
În 1993, cercetătorii Universității Cambridge din cadrul Departamentului de Informatică au dus experimentul lor de vizionare la distanță a cafelei cu un pas mai departe, actualizând imaginile camerei digitale din Trojan Room pe internet. În acest proces, cercetătorii au creat prima cameră web din lume.
Cercetătorii au realizat acest lucru prin dezvoltarea unui mecanism de apel la procedură la distanță cunoscut sub numele de MSRPC2. Mecanismul funcționa prin protocolul de strat de rețea cu mai multe servicii, care era un protocol de rețea pe care cercetătorii îl proiectaseră pentru a fi utilizat cu mașinile ATM. Utilizarea mecanismului MSRPC2 împreună cu placa de captare video a unui computer le-a permis cercetătorilor de la Universitatea Cambridge să încarce un cadru pe secundă de pe camera lor de cafea pe internet.

Camera web XCoffee monitoriza o oală de cafea în afara Trojan Room din Universitatea din Cambridge, astfel încât oamenii nu pierdeau timpul coborând să ia cafea dacă nu se prepara niciuna. După ce a fost menționat în știri, site-ul a avut peste 150.000 de oameni online care se uitau la oala de cafea. Camera web a fost trecută în modul offline pe 22 august 2001. Imaginea este un exemplu al modului în care XCoffee a apărut online.